# Пензьер
Пензье́р (фр. Pennesières) — коммуна во Франции, находится в регионе Франш-Конте. Департамент — Верхняя Сона. Входит в состав кантона Рьоз. Округ коммуны — Везуль.
Код INSEE коммуны — 70405.

## География
Коммуна расположена приблизительно в 320 км к юго-востоку от Парижа, в 28 км севернее Безансона, в 16 км к югу от Везуля.
Около половины территории коммуны покрыто лесами.

## Население
Население коммуны на 2010 год составляло 171 человек.
| 1962 | 1968 | 1975 | 1982 | 1990 | 1999 | 2010 |
| ---- | ---- | ---- | ---- | ---- | ---- | ---- |
| 128  | 111  | 119  | 134  | 150  | 141  | 171  |

## Администрация
| Период | Период | Фамилия        | Партия | Примечания |
| ------ | ------ | -------------- | ------ | ---------- |
| 2001   | 2008   | Жорж Ру        |        |            |
| 2008   | 2014   | Бернар Брьотте |        |            |

## Экономика
В 2010 году среди 108 человек трудоспособного возраста (15—64 лет) 88 были экономически активными, 20 — неактивными (показатель активности — 81,5 %, в 1999 году было 67,7 %). Из 88 активных жителей работали 83 человека (45 мужчин и 38 женщин), безработных было 5 (4 мужчины и 1 женщина). Среди 20 неактивных 4 человека были учениками или студентами, 12 — пенсионерами, 4 были неактивными по другим причинам.

## Достопримечательности
- Фонтан, общественная прачечная и кладбище (1822 год). Исторический памятник с 2004 года[3]

## Фотогалерея

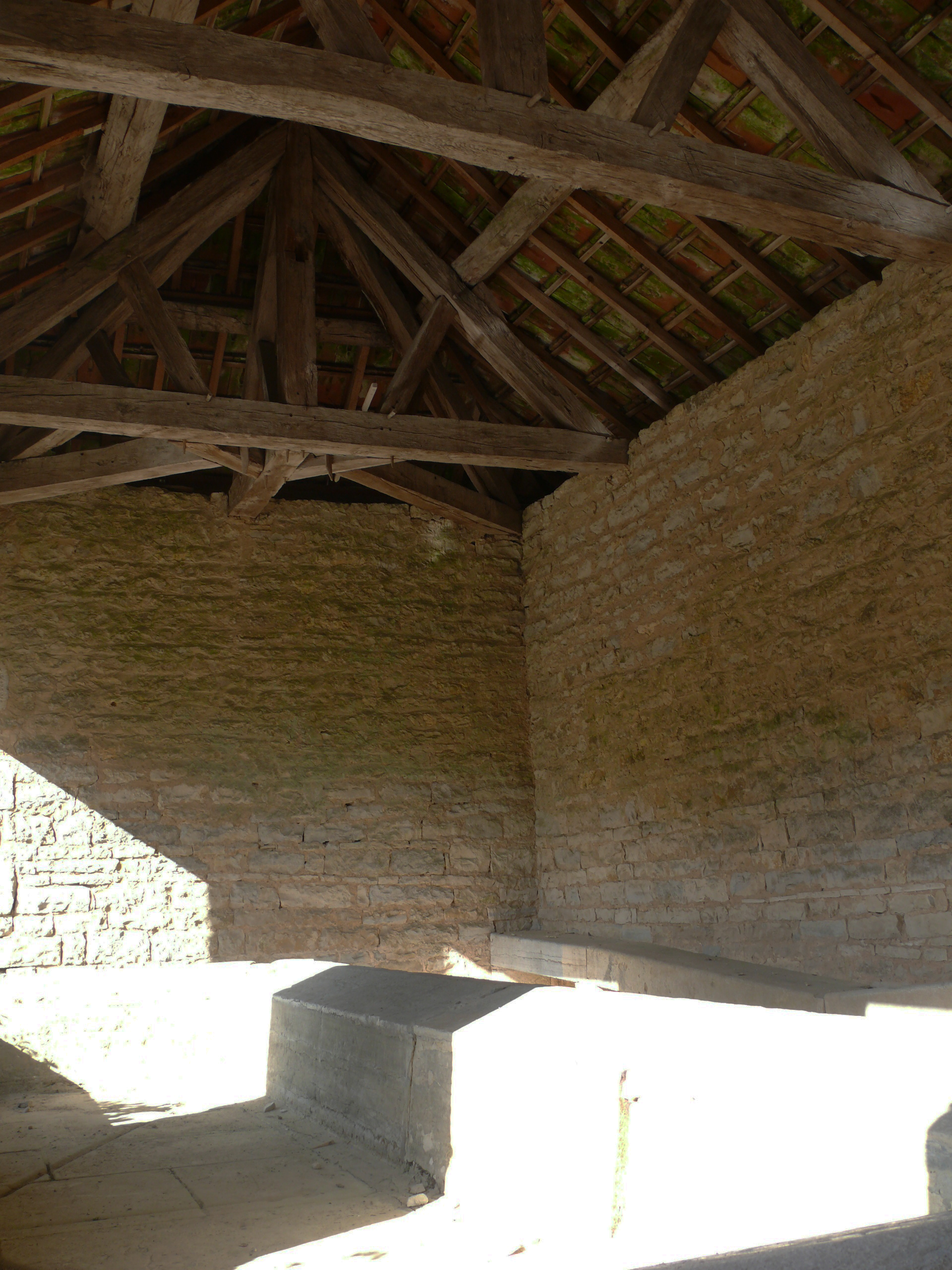
Интерьер общественной прачечной
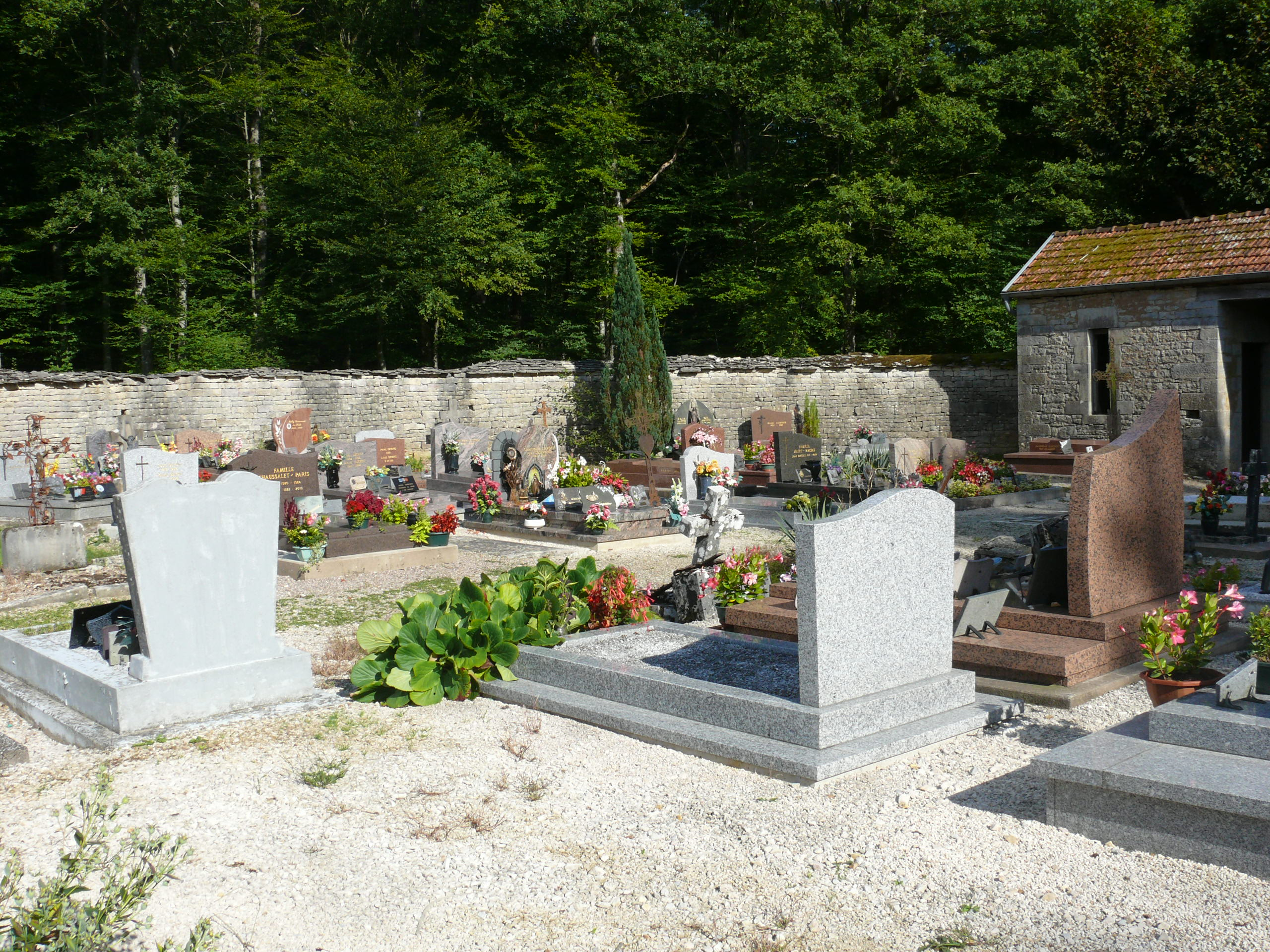
Кладбище
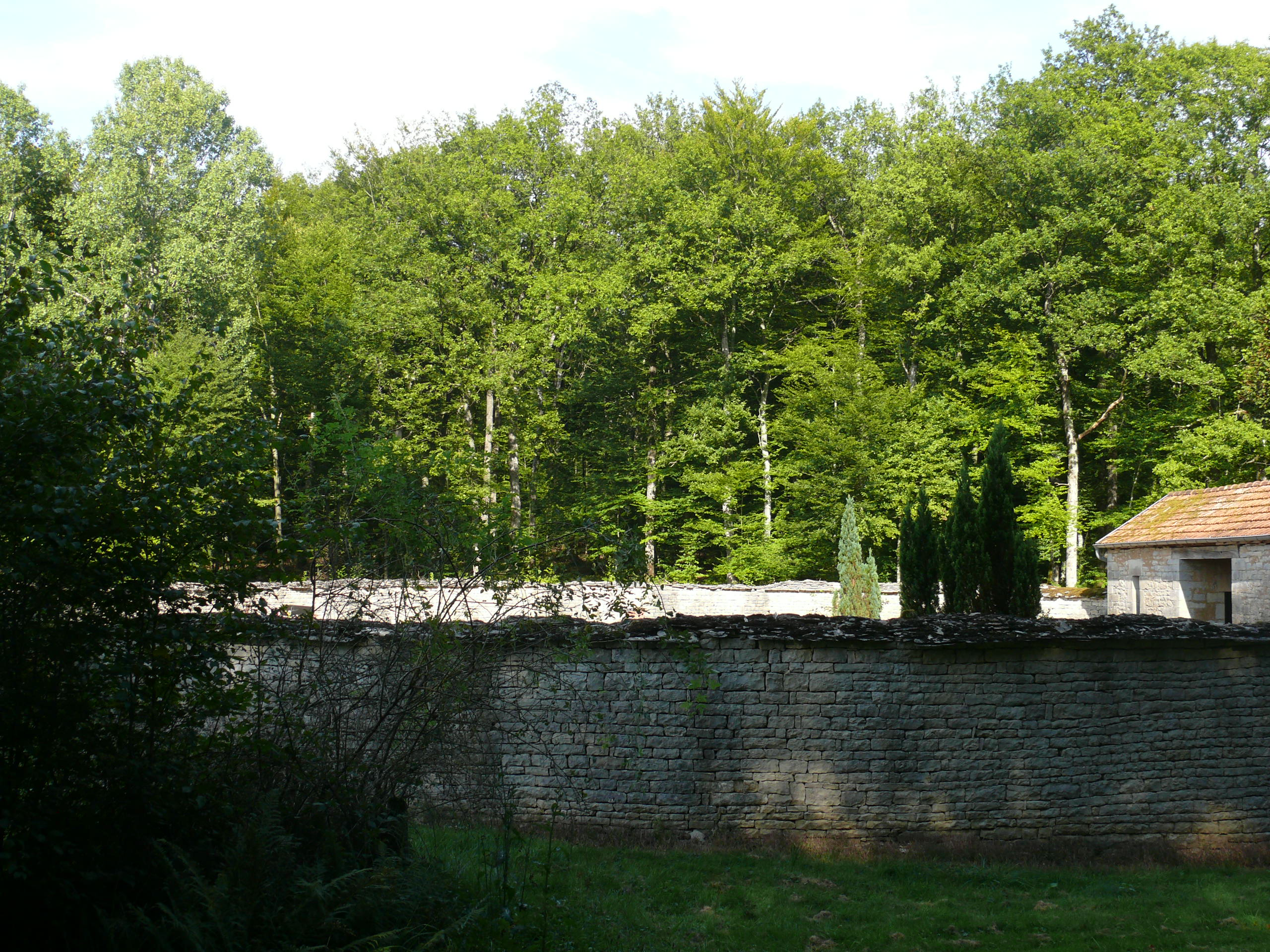
Ограда кладбища